# Tamariska
A tamariska, vagy tamariszkusz (Tamarix)  a kétszikűek (Magnoliopsida) osztályának a szegfűvirágúak (Caryophyllales) rendjéhez, ezen belül a tamariskafélék (Tamaricaceae) családjához tartozó nemzetség.
Gyors növekedésű, vékony vesszejű cserjék, apró, pikkelyszerű levelekkel. Idővel felkopaszodva alacsony, görbe törzsű fácskává is megnőhetnek. Díszük finom, fátyolszerű lombjuk és dús virágzásuk. A mérsékelt és a szubtrópusi égöv találkozásánál, száraz, homokos, köves vagy szikes területeken honosak (tengerparti szikesek, sós mocsarak, Közép-Ázsia szikes-homokos pusztaságai stb.). Igen fénykedvelők, de ettől eltekintve igénytelenek, minden talajon megélnek, még az erős sziken is. Ez utóbbi helyen gyökereik felveszik a sziksót, majd azt a levelek „kiizzadják”. Talajjavító hatást azért nem várhatunk tőlük, mert lehulló lombjuk sóban gazdagítja a feltalajt. Rendszeres nyírás mellett sövénynek is alkalmasak. A nálunk telepített fajok két nagyobb csoportba sorolhatók, a lombfakadás idején ill. nyáron nyíló tamariskák csoportjára. Az előbbi csoportba tartozó fajok nálunk a legfagytűrőbbek és legmagasabb termetűek, 3–5 méteres bokorrá, idővel pedig ferde törzsű kis fává is megnőnek. A tamariskák szaporítása fásdugványozással történik, mivel az átültetést nem viselik.

## Jelentősebb fajok

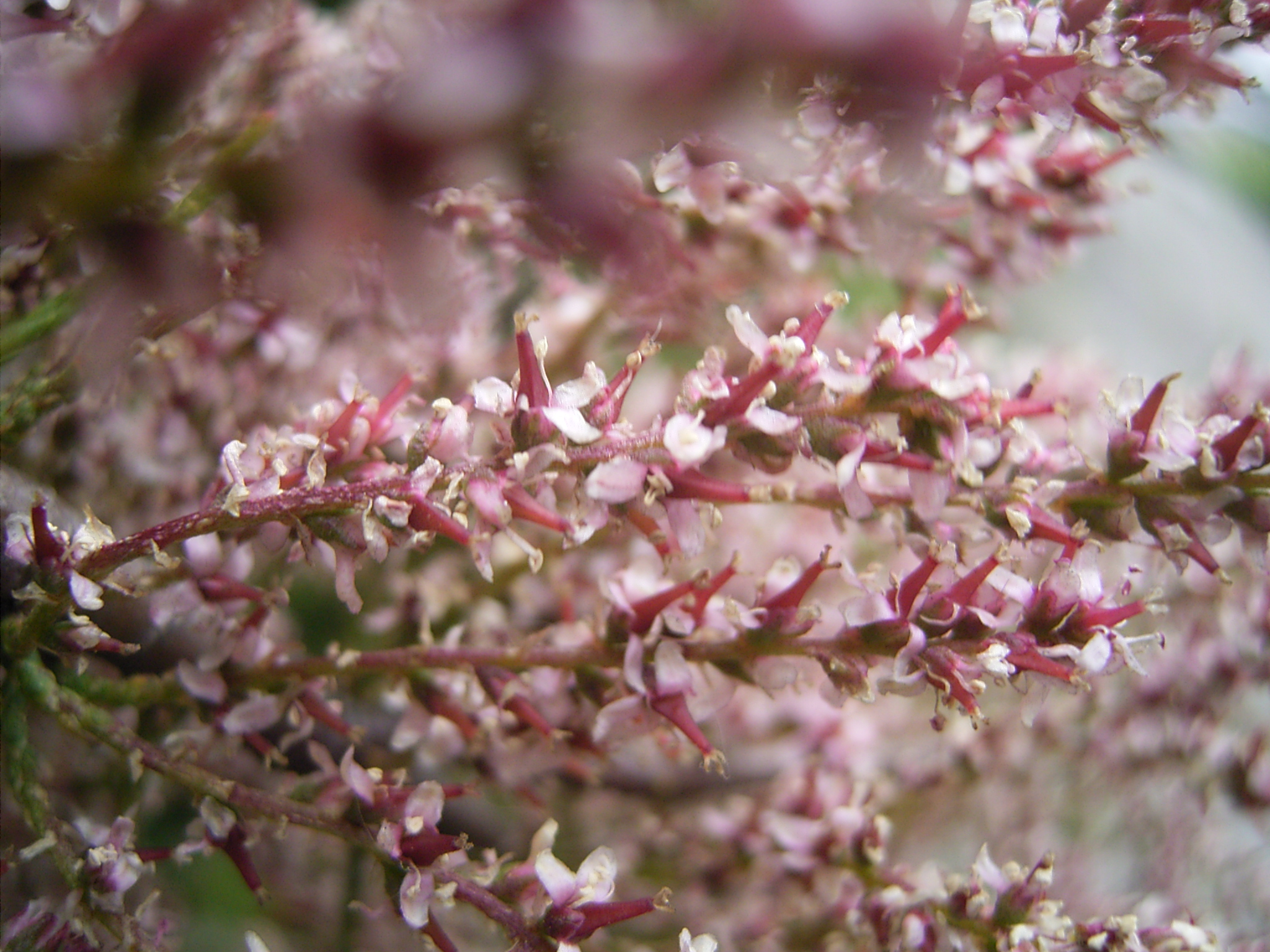
Francia tamariska

- Korai (kerti) tamariska (Tamarix tetrandra)

Legelterjedtebb faj, mely hazája Kisázsia, Délkelet-Európa. Vesszői sötét vörösbarnák, majdnem feketék, lombja élénkzöld. Rózsaszín virágai májusban a vesszők teljes hosszában rövid állfüzérekben nyílnak.

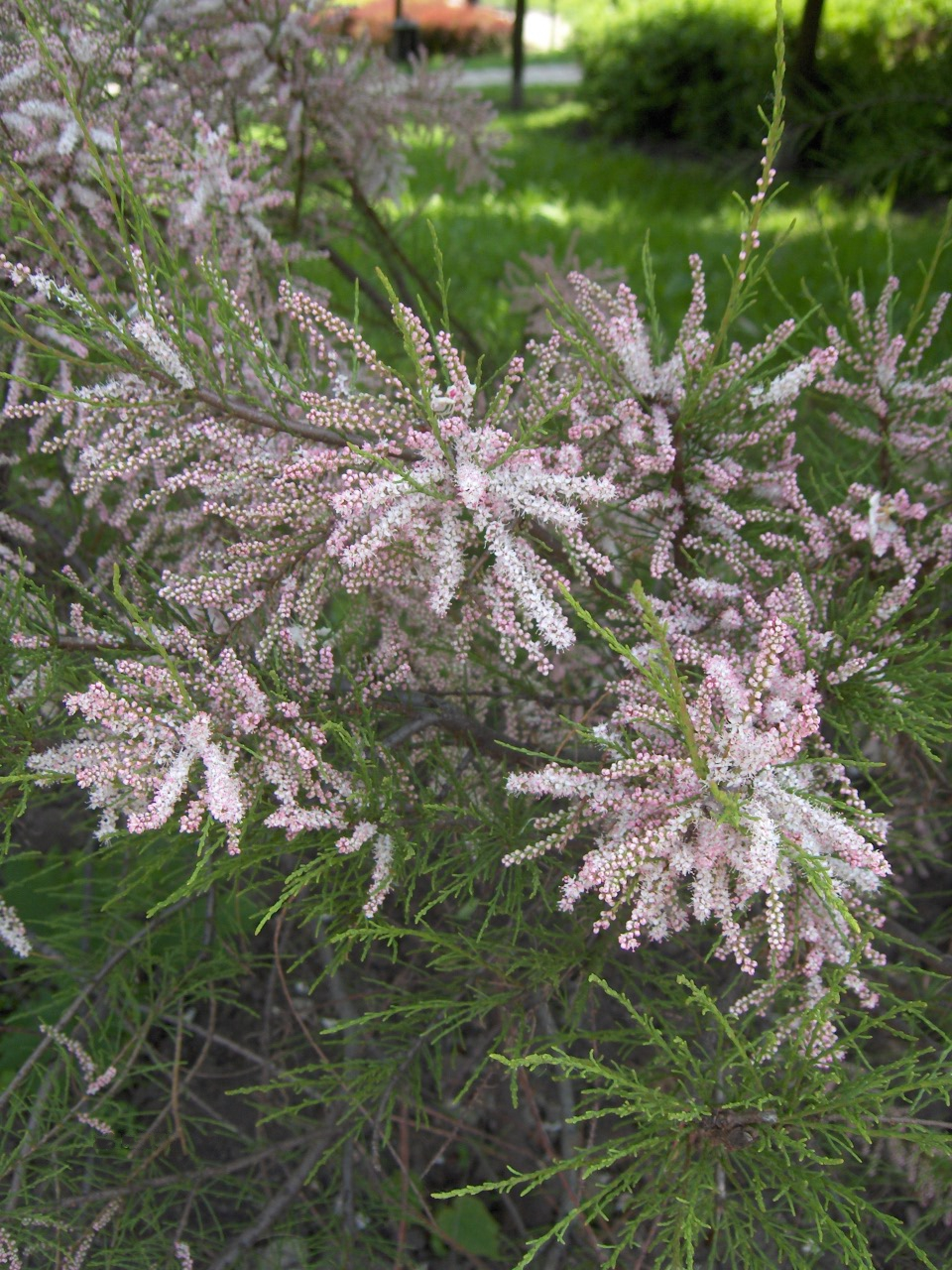
Korai tamariska virágai

- Kisvirágú tamariska (Tamarix parviflora)

Az előző fajhoz hasonló megjelenésű, de annál kb. két héttel később nyílik, fakó virágja és magasabb termete van. Délkelet-Európában honos.
Az alábbi fajok a nyár folyamán az idei hajtások csúcsán bugaszerű végálló fürtökben virágoznak:
- Francia tamariska (T. gallica)

3-5 méteres cserje, vesszői vörösbarnák, lombja világoszöld. Halványrózsaszín virágai június-augusztusban nyílnak. A Mediterrán-medence nyugati részén honos.
- Tamarix pentandra

Az előző fajhoz hasonló termetű, lombja kékes vagy világoszöld. Sötétebb rózsaszínű virágait augusztus-szeptemberben hozza. Délkelet-Európa és Közép-Ázsia a hazája.
- Tamarix odessana (T. ramosissima)
- Tamarix hispida

Ez utóbbi két faj jellemzői, hogy nálunk csak 1-2 m magasra nőnek és júniustól augusztusig virágoznak. Hazájuk a Kaszpi-tó környéke. Szürke lombjuk, késői és intenzív rózsaszín virágzásuk igen dekoratívvá teszi őket. Nálunk mégis kevésbé elterjedtek, mert kissé fagyérzékenyek, különösen az utolsó faj.

## További fajok
- Tamarix africana Poir.
- Tamarix androssowii

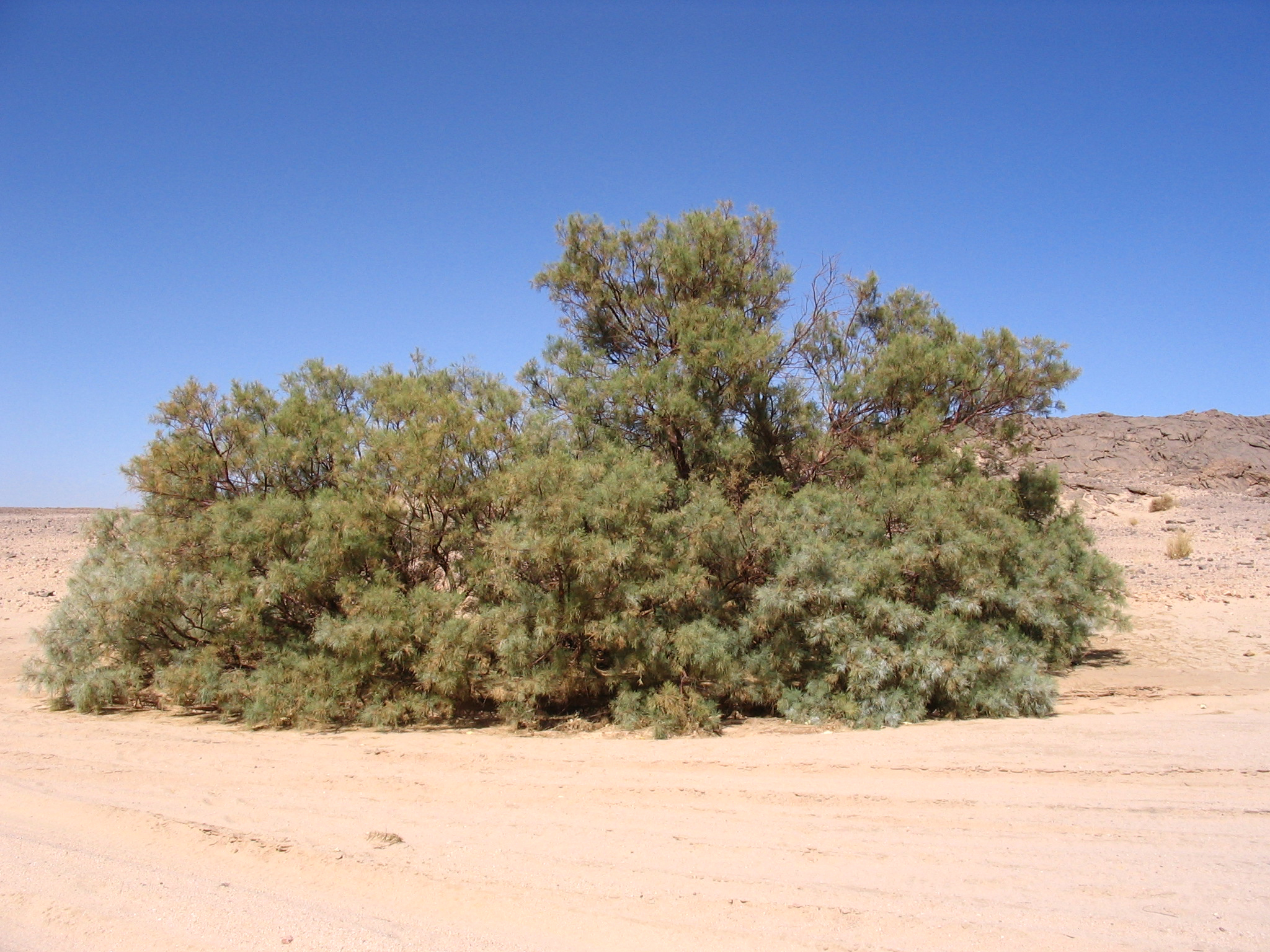
A kopasz tamariska (Tamarix aphylla) természetes élőhelye Algéria

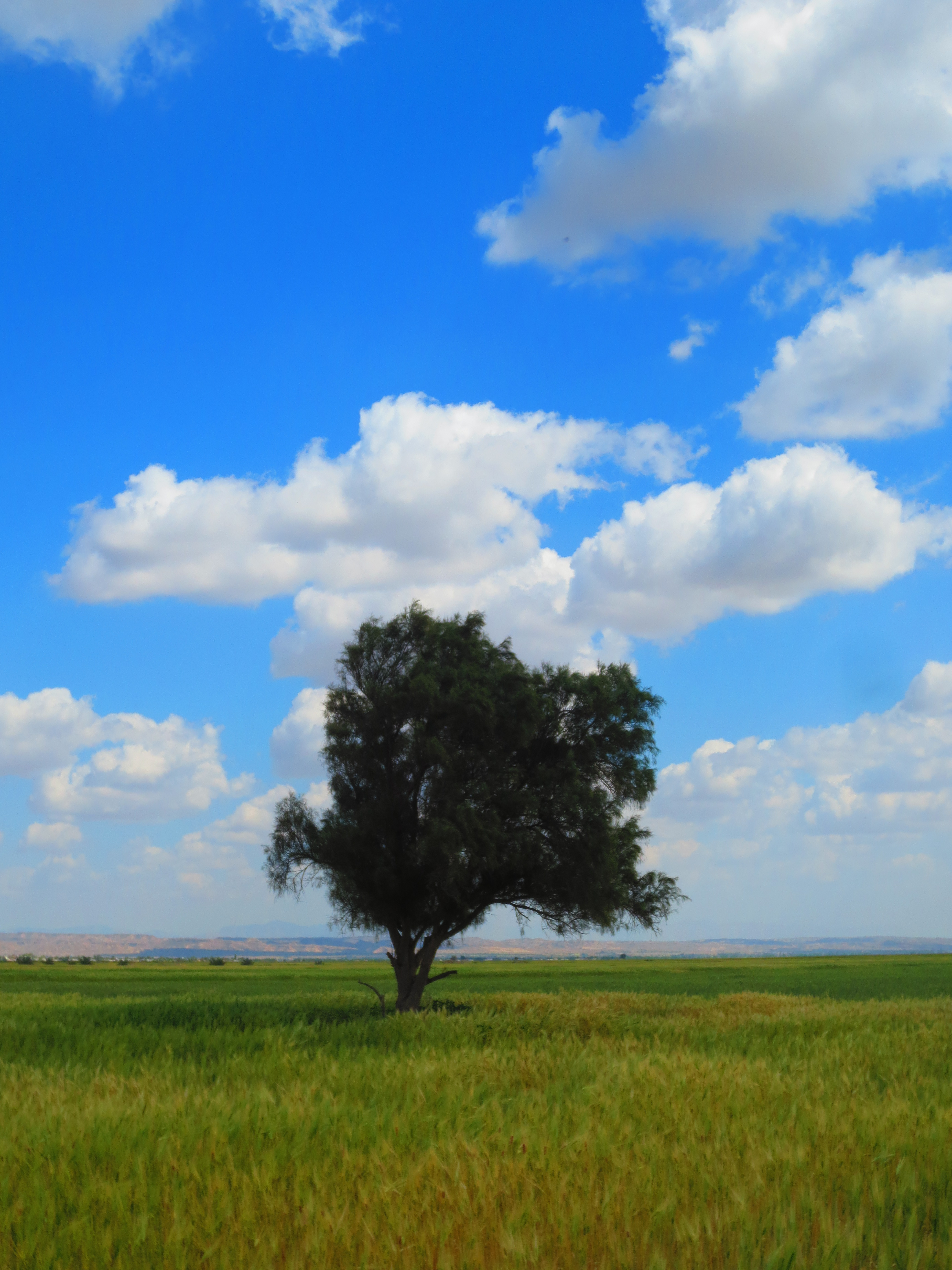
Tamarix Ateybeh falunál, Boushehr, Irán

- Tamarix aphylla (L.) H.Karst. – kopasz tamariska
- Tamarix arceuthoides
- Tamarix articulata
- Tamarix austromongolica
- Tamarix boveana
- Tamarix canariensis
- Tamarix chinensis Lour.
- Tamarix dalmatica
- Tamarix dioica Roxb. ex Roth
- Tamarix duezenlii
- Tamarix elongata
- Tamarix gallica L. – francia tamariska
- Tamarix gansuensis
- Tamarix gracilis Willd.
- Tamarix hampeana
- Tamarix hispida Willd.
- Tamarix indica
- Tamarix jintaenia
- Tamarix juniperina
- Tamarix jordanis
- Tamarix karelinii Bunge
- Tamarix laxa Willd.
- Tamarix leptostachys
- Tamarix mongolica
- Tamarix negevensis
- Tamarix nilotica
- Tamarix parviflora DC.
- Tamarix ramosissima Ledeb.
- Tamarix sachuensis
- Tamarix smyrnensis Bunge (=T. hohenackeri)
- Tamarix taklamakanensis
- Tamarix tarimensis
- Tamarix tenuissima
- Tamarix tetragyna Ehrenb.
  - Tamarix tetragyna var. meyeri (Boiss.) Boiss. (=T. meyeri)
  - Tamarix tetragyna var. tetragyna
- Tamarix tetrandra Pall. ex M.Bieb.[1] – korai tamariska
- Tamarix usneoides E.Mey. ex Bunge

## Képek

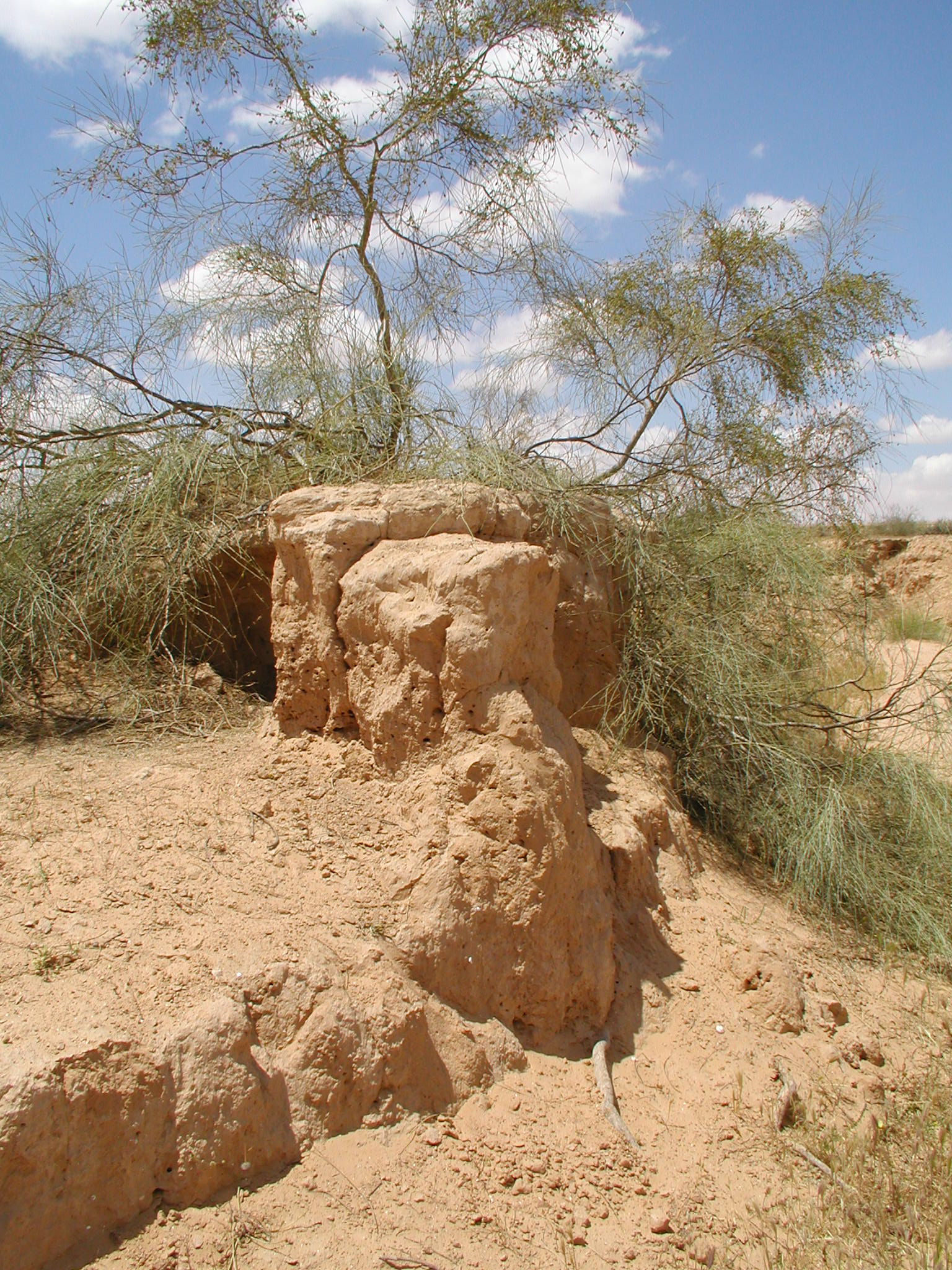
Tamarix aphylla
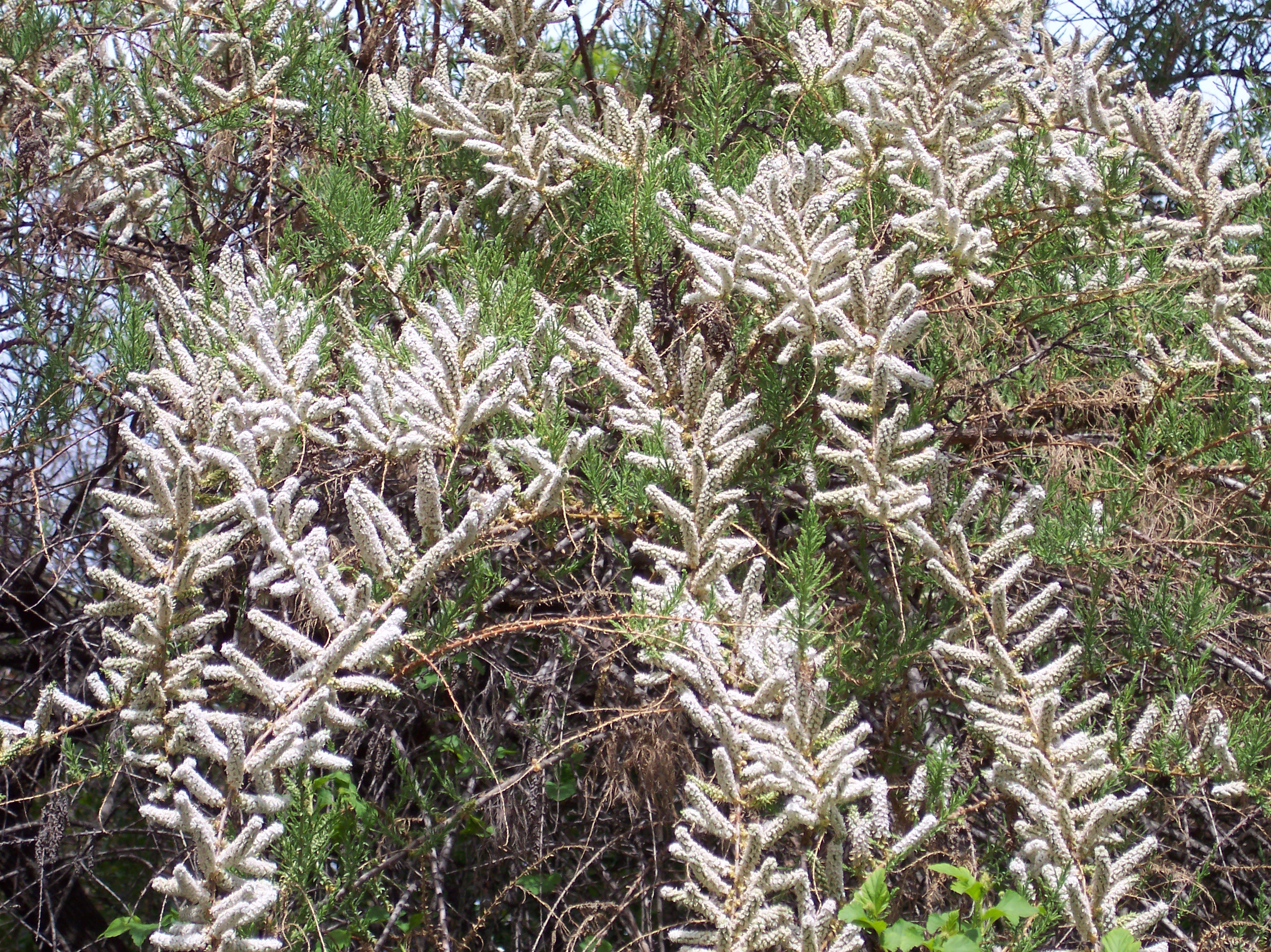
Tamarix boveana
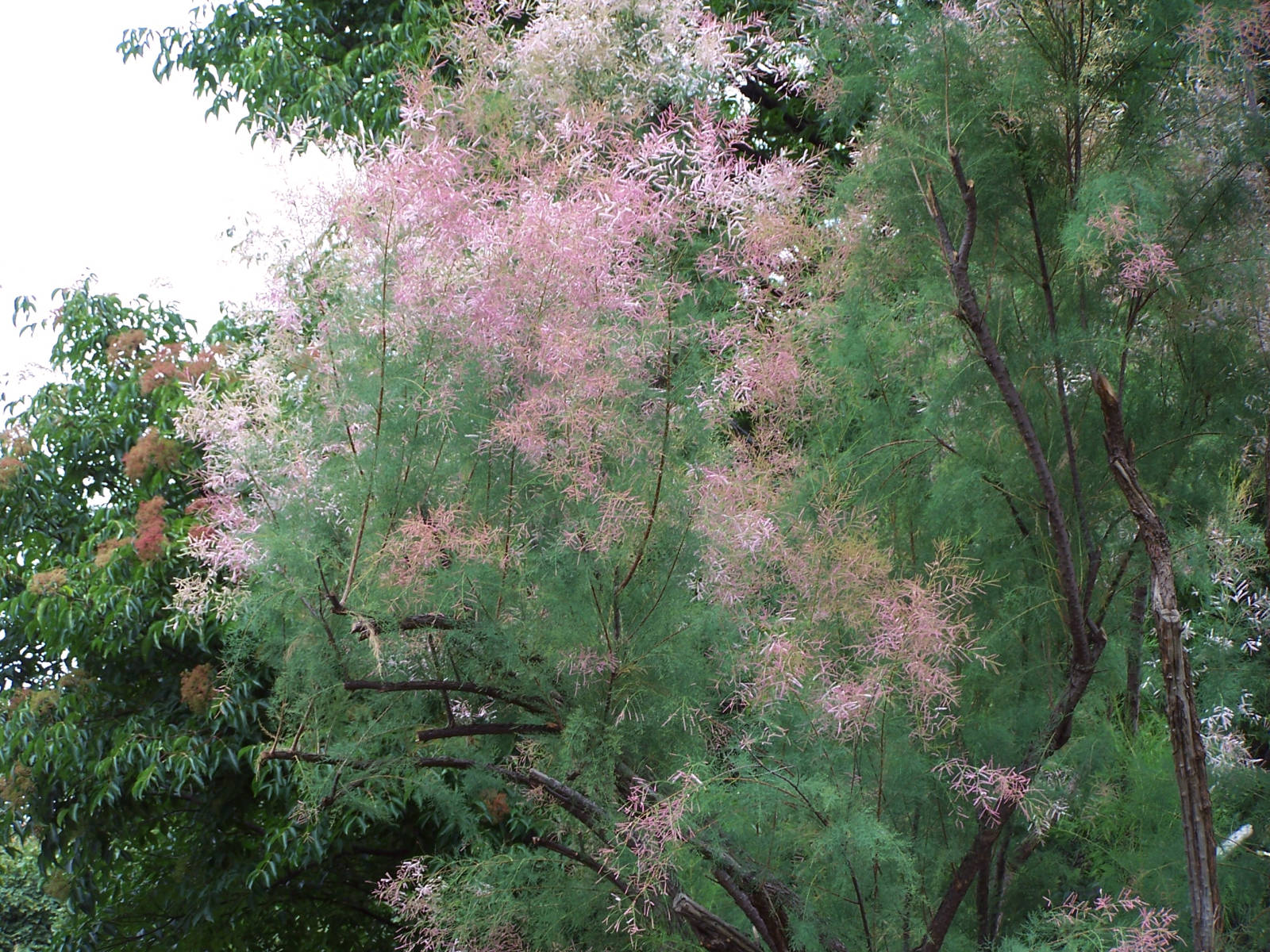
Tamarix ramosissima
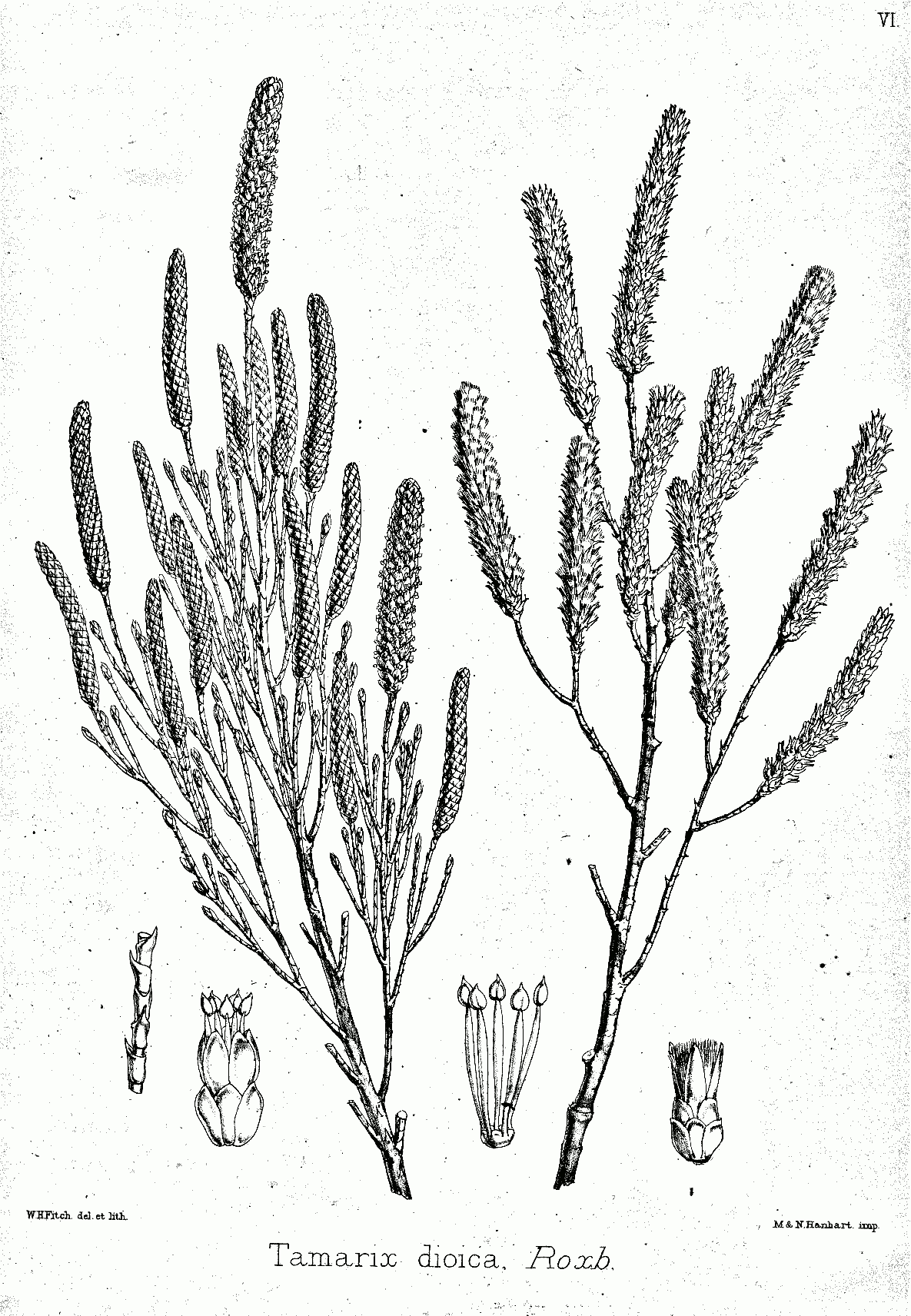
Tamarix dioica
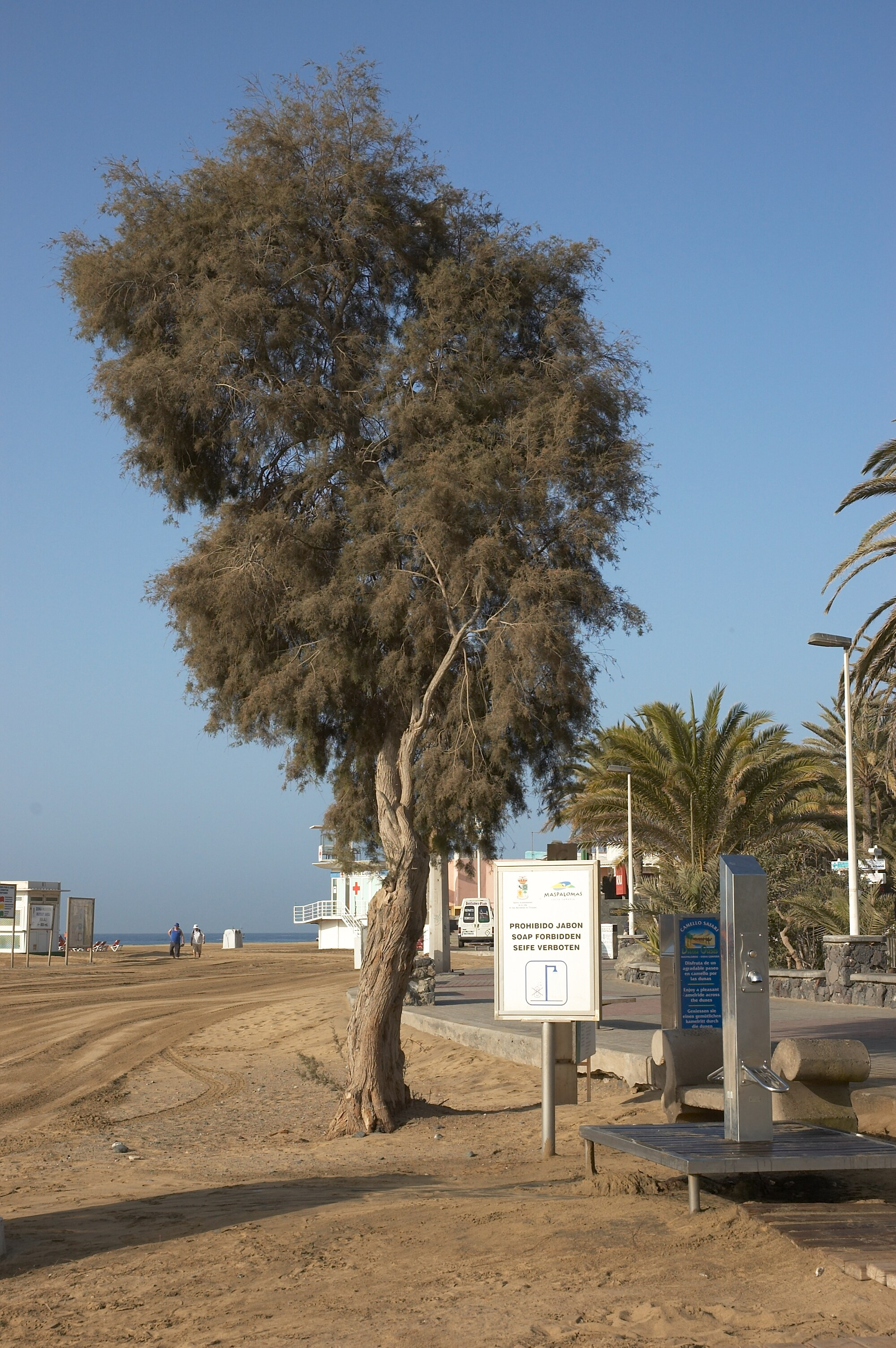
Tamariskafa Afrikában
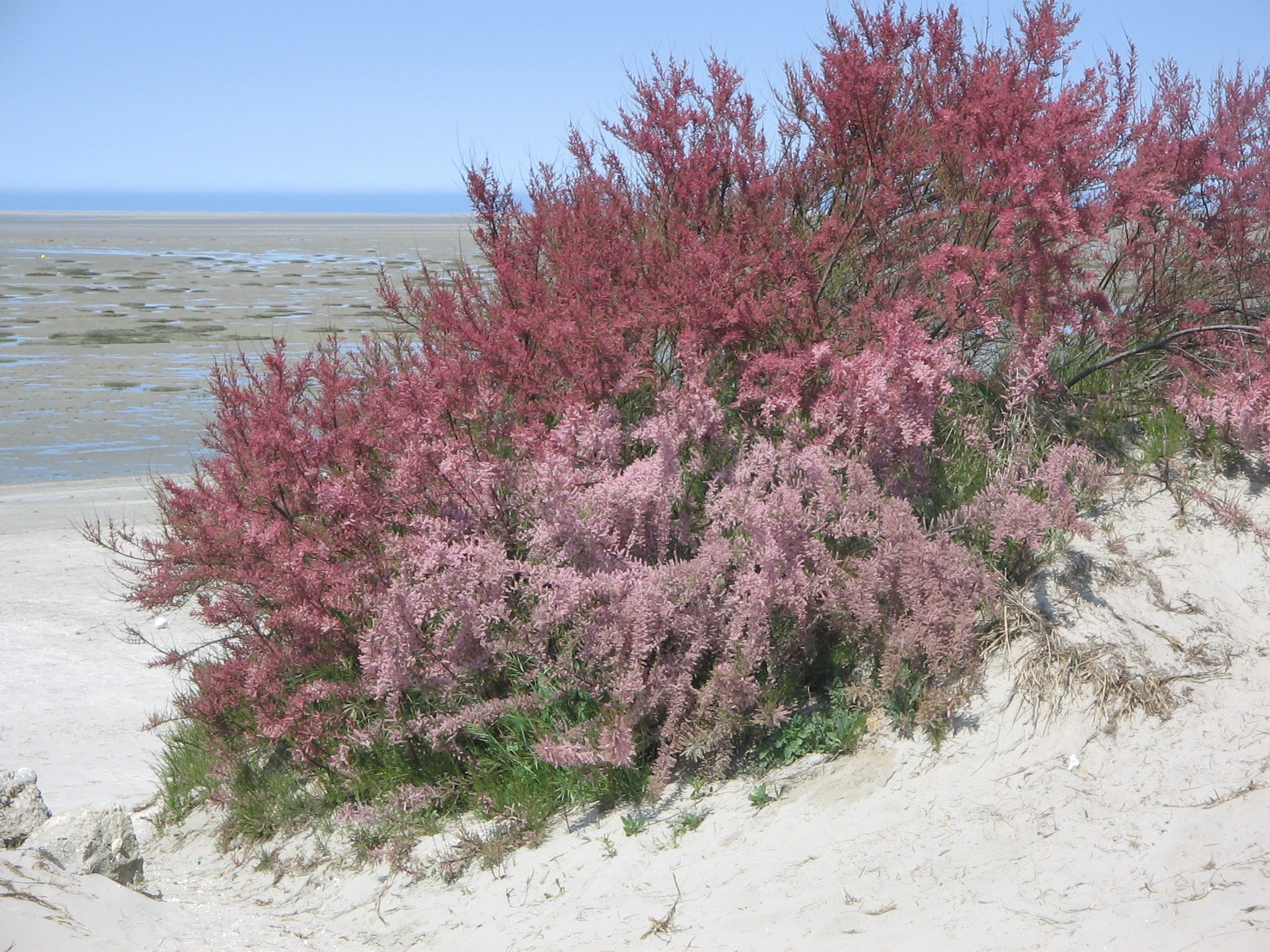
Tamarix gallica
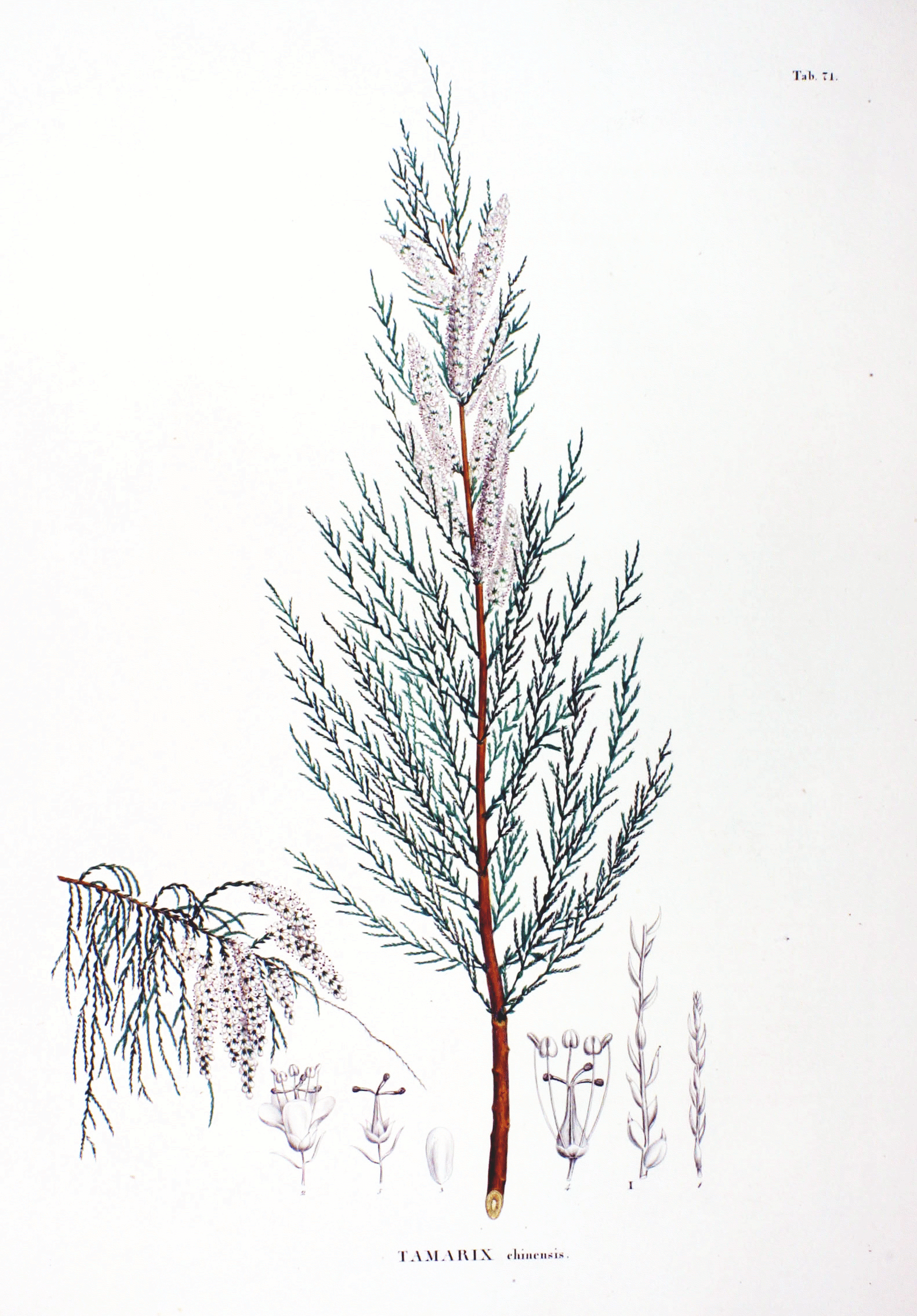
Tamarix chinensis
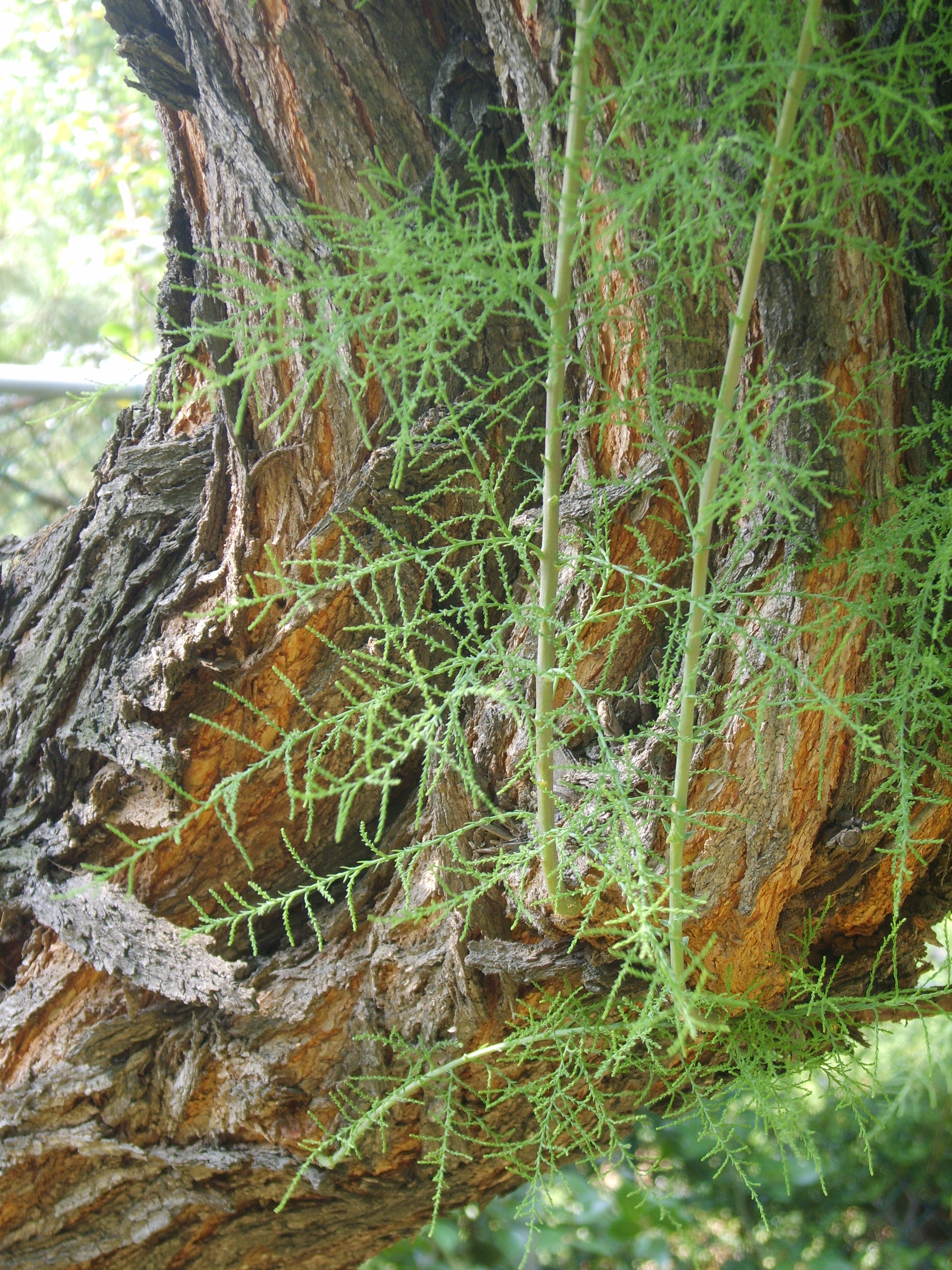
Tamarix chinensis
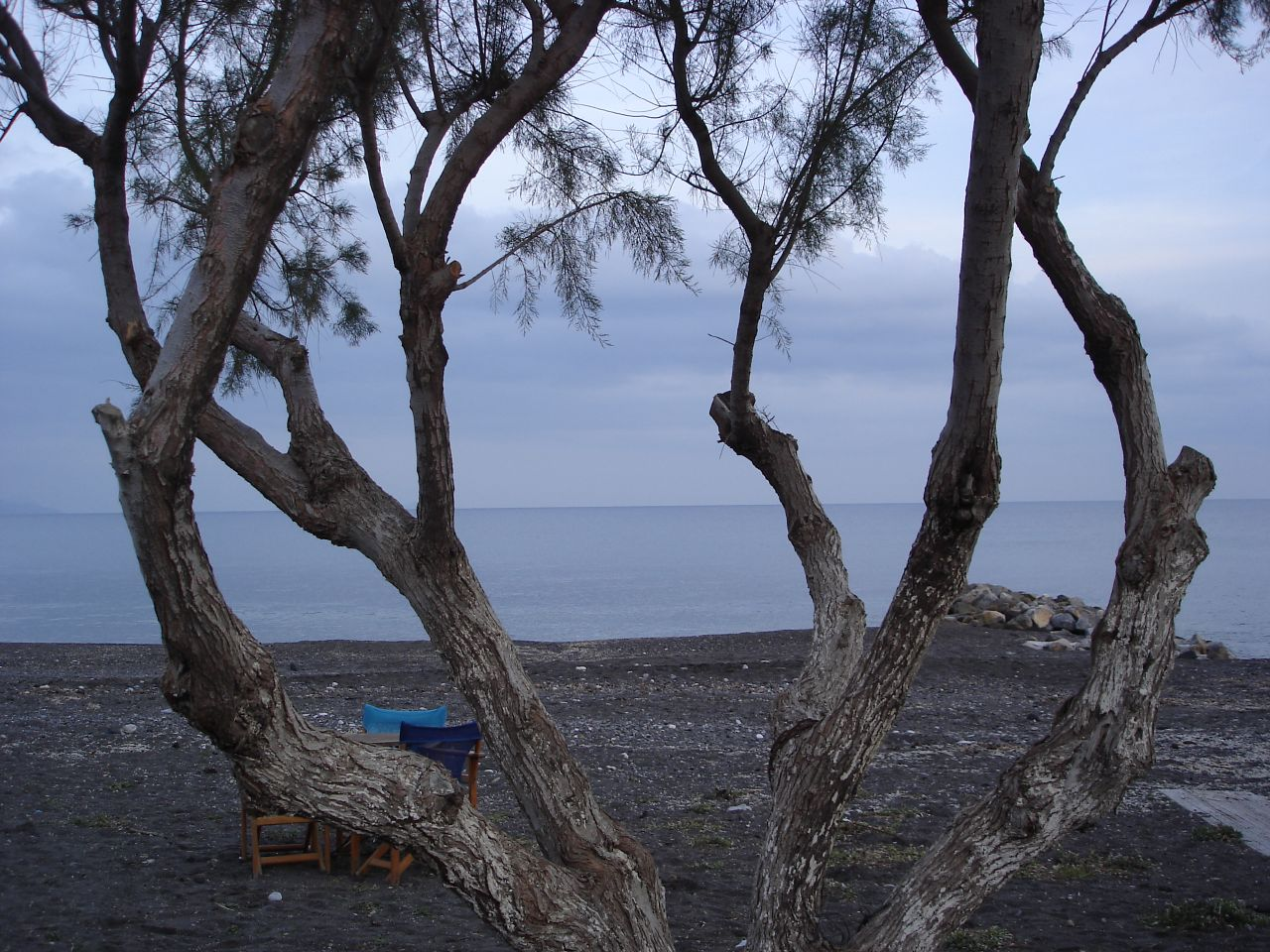
Tamariskafák Santorini szigetén